# Marietje Van Wolputte
Maria (Marietje) Van Wolputte (ca. 1952) is een Belgisch bestuurster en politica voor de CVP en diens opvolger CD&V.

## Levensloop
Van Wolputte is voorzitster van het Algemeen Christelijk Werknemersverbond (ACW) Kempen.
Ze werd actief bij Kristelijke Arbeiders Vrouwenbeweging (KAV) Herentals, tevens was ze een tijdlang OCMW-voorzitster in deze stad. In 1992 werd ze aangesteld als ondervoorzitster van de KAV, een functie die ze uitoefende tot 2000. Na de lokale verkiezingen van 2000 kwam ze als eerste opvolger in de gemeenteraad van Herentals.
In 2007 volgde ze Suzette Verhoeven op als voorzitster van de KAV, een functie die ze uitoefende tot 2011 toen ze werd opgevolgd door Chris Goossens. Momenteel is ze voorzitster van Femma Herentals.